# Sjaak Pieters
Klaas Pieter „Sjaak” Pieters (ur. 22 lipca 1957 w Zwanenburg) – holenderki kolarz torowy, dwukrotny medalista mistrzostw świata.

## Kariera
Pierwszy sukces w karierze Sjaak Pieters osiągnął w 1978 roku, kiedy wspólnie z Laurensem Veldtem zdobył brązowy medal w wyścigu tandemów na mistrzostwach świata w Monachium. Cztery lata później Pieters w parze z Tonem Vrolijkiem powtórzył ten wynik podczas mistrzostw świata w Leicester w 1982 roku. W 1976 roku Pieters wystartował na igrzyskach olimpijskich w Montrealu, gdzie odpadł w eliminacjach sprintu indywidualnego. Wielokrotnie zdobywał medale torowych mistrzostw Holandii, w tym osiem złotych.
Jego brat Peter Pieters również był kolarzem.